# Kazimierz Grabowski (marszałek)
Kazimierz Grabowski (ur. ok. 1774, zm. 1842) – marszałek wołkowyski, tłumacz, najprawdopodobniej nieślubny syn króla polskiego Stanisława Augusta Poniatowskiego i jego kochanki Elżbiety Grabowskiej, oficjalnie uchodzący za syna generała lejtnanta wojsk koronnych Jana Jerzego Grabowskiego, komandor maltański.

## Życiorys
Kazimierz Grabowski otrzymał zapewne imię po bracie swojego biologicznego ojca, podkomorzym nadwornym koronnym Kazimierzu Poniatowskim. Wychowywany był w wierze katolickiej. 29 grudnia 1793 w Wielkanocy ożenił się z pochodzącą z kalwińskiego rodu Ludwiką Kurnatowską, córką Aleksandra Kurnatowskiego i Ludwiki z Bronikowskich. Z tego małżeństwa pochodziła urodzona w 1794 córka Zuzanna Anna, zmarła w niemowlęctwie i pochowana 27 września 1794 w Wielkanocy. Pierwsza żona Kazimierza zmarła 25 grudnia 1795. Drugą żoną Grabowskiego została w 1797 Monika Sobolewska, córka kasztelana warszawskiego Macieja Sobolewskiego i ciotki Kazimierza, Ewy Szydłowskiej. Z małżeństwa Kazimierza i Sobolewskiej pochodziło czworo dzieci:
- Maksymilian (ur. 17 grudnia 1797, zm. 24 lutego 1868),
- Mateusz Alfred Edward (ur. 1799) – ochrzczony 21 maja 1799 w katedrze Świętego Krzyża,
- Kazimierz Maurycy (ur. 14 grudnia 1800, zm. przed 12 lutego 1880) – kapitan wojsk belgijskich,
- Gustaw Jan (ur. 1806, zm. w czerwcu 1831) – walczący w bitwie pod Ostrołęką.

W latach 1798–1808 Kazimierz Grabowski sprawował urząd marszałka wołkowyskiego. W 1810 wraz z braćmi Michałem i Stanisławem oraz siostrą Izabelą ufundował nagrobek swojej matki Elżbiety. We wrześniu 1812 Kazimierz został mianowany delegatem powiatów brzeskiego, kobryńskiego i prużańskiego w ramach przygotowywanej przez cesarza Francuzów Napoleona Bonaparte kampanii rosyjskiej. 
Kazimierz Grabowski większość swojego życia spędził na Litwie, gdzie zajmował się tłumaczeniem dzieł angielskich pisarzy na język polski. W 1817 przetłumaczył na język polski powieść Olivera Goldsmitha Czuły człowiek. W 1819 w swojej majętności w Podorosku przyjmował polskiego dramaturga Juliana Ursyna Niemcewicza. W tym samym roku Kazimierz został mianowany marszałkiem guberni grodzieńskiej. Funkcję tę pełnił do 1825. 20 stycznia 1829 zmarła druga żona Kazimierza, Monika z Sobolewskich Grabowska. 13 lutego 1833 w sądzie w Wołkowysku Kazimierz zapisał majątek Izabelin wraz z przylegającymi do niego wsiami i folwarkami swojemu synowi Maksymilianowi.